# Dacus aspilus
Dacus aspilus är en tvåvingeart som beskrevs av Mario Bezzi 1924. Dacus aspilus ingår i släktet Dacus och familjen borrflugor. Inga underarter finns listade i Catalogue of Life.